# 汉斯-格奥尔格·阿申巴赫
汉斯-格奥尔格·阿申巴赫（德語：Hans-Georg Aschenbach，1951年10月20日—），德国男子跳台滑雪运动员。他曾代表东德参加1972年和1976年冬季奥林匹克运动会跳台滑雪比赛，获得一枚金牌。